# Picot de Tullberg
El picot de Tullberg (Campethera tullbergi) és una espècie d'ocell de la família dels pícids (Picidae) que habita boscos i clarianes a les muntanyes per sobre dels 900 m, al sud-est de Nigèria, Camerun, illes del Golf de Guinea i nord de la República Democràtica del Congo.